# Marco Antonio Villa
Marco Antonio Villa (São José do Rio Preto, 25 de maio de 1955) é um historiador, escritor, apresentador de televisão, comentarista político e youtuber brasileiro. Villa também é professor aposentado da Universidade Federal de São Carlos (UFSCar). Atualmente apresenta os programas Visão Crítica e Só Vale a Verdade na Jovem Pan e compõe a equipe de comentaristas do Jornal da Cultura  exibido pela TV Cultura.
É bacharel e licenciado em história, mestre em sociologia e doutor em história social pela Universidade de São Paulo (USP). Fez parte da bancada do Jornal da Manhã, na Rádio Jovem Pan, e do Jornal Primeira Hora, na Rádio Bandeirantes. Foi articulista de O Globo, O Estado de São Paulo e Folha de S.Paulo.
Integra o corpo de comentaristas políticos do Jornal da Cultura. Foi comentarista da CNN Brasil, onde atuava no CNN Novo Dia e tinha um programa próprio, o Opinião do Villa. É palestrante, autor de mais de 30 livros e atualmente escreve para a UOL, Isto É, Estado de Minas e Correio Braziliense, bem como mantém o Blog do Villa e seu canal no YouTube, onde apresenta, diariamente, comentários a respeito das notícias políticas e acontecimentos e recebe convidados para entrevistas.
É filiado ao Cidadania desde maio de 2022.
Em 2025, retornou à Jovem Pan para apresentar dois programas, às terças, quartas e quintas-feiras, o Visão Crítica, onde Villa recebe convidados para analisar os diferentes ângulos do principal o assunto que será debatido no dia; e o programa de entrevistas Só Vale a Verdade exibido às sextas-feiras.

## Biografia e carreira

### Infância, juventude e formação
Filho de Giovanni Villa e Birma Asêncio, irmão do repórter fotográfico Beltran Asêncio, Villa nasceu em São José do Rio Preto, no interior de São Paulo. Passou a adolescência no ABC Paulista, de onde eram naturais ambos os seus pais. Em 1972, aos dezessete anos, mudou-se para a cidade de São Paulo.
Inicialmente estudou economia na Pontifícia Universidade Católica de São Paulo (PUC-SP), sem concluir o curso. É bacharel e licenciado em história, mestre em sociologia e doutor em história social, todos pela Universidade de São Paulo (USP).
Foi professor da Universidade Federal de Ouro Preto (UFOP) de 1985 a 1993. Após 1994, passou a lecionar na Universidade Federal de São Carlos (UFSCar) até 2013, quando se aposentou.
É casado com Letícia de Castro Villa e pai de dois filhos.

### Perfil e posicionamentos
Sem orientação ideológica autodeclarada, declarando-se como "radical republicano", sendo frequentemente apontado como de direita, Marco Antonio Villa produziu críticas contundentes contra os governos do Partido dos Trabalhadores (PT), que ele culpava pela crise econômica e pelo fraco crescimento econômico do país ao final do período em que este estava no poder.
Em 2011, ao ver que o site do Superior Tribunal de Justiça denominava os valores recebidos pelos ministros como “remuneração paradigma”, Villa ficou indignado. “Gosto da expressão paradigma, que para um simples mortal seria chamado antigamente de salário”, reclamou.  “O valor é baixo, R$ 25 mil. Todo aposentado ganha isso no Brasil e a gente sabe”, ironizou o historiador."
Criticou ainda o assistencialismo e mais recentemente o Movimento Passe Livre, que considera vândalo, ultra-esquerdista e sem qualquer relação com as manifestações ocorridas nos anos 60, 70, as Diretas Já ou as favoráveis ao impeachment de Fernando Collor. Apesar disso, desde 2015 tem apresentado posicionamentos políticos liberais[carece de fontes?], dizendo para a revista Veja que "quem diz que o PT é comunista⁣, na verdade, é tão fascista quanto o próprio PT" e afirmou que o PT é caudilhista.
Em 2016, Villa se viu numa disputa judicial contra o então Prefeito de São Paulo, Fernando Haddad. O MP de São Paulo ingressou uma ação civil contra Haddad por conta de um trote aplicado em Villa, quando Haddad fez uso da agenda oficial da Prefeitura de São Paulo.  Na ocasião, Haddad acabou absolvido da denúncia por improbidade. Em maio de 2019, Marco Antonio Villa foi afastado por trinta dias da rádio Jovem Pan. Em uma entrevista, ele disse que isso "claramente tem um lado político." Na segunda quinzena de junho, foi confirmada a sua demissão da emissora. Desde então, Villa vem se dedicando ao seu canal no YouTube que ultrapassou 600.000 seguidores em 2021, além de ainda fazer parte da bancada de comentaristas do Jornal da Cultura e escrever artigos para os jornais Estado de Minas, Correio Braziliense e a revista IstoÉ.
Em 6 de julho de 2019, ele foi anunciado como novo colunista da Rádio Bandeirantes. No dia 15 de julho de 2019 fez sua estreia no programa “Jornal Primeira Hora” da Rádio Bandeirantes. Por falta de tempo, em novembro de 2019, Marco Antonio Villa deixou a Rádio Bandeirantes.
Desde as eleições de 2018, Villa tem se posicionado como forte opositor ao governo Bolsonaro, com publicações diárias por meio de artigos, vídeos e entrevistas em seu canal de YouTube, com críticas duras e diretas ao presidente e sua gestão.
O Presidente Jair Bolsonaro faz o pior governo da história do Brasil
O ponto final da história dele Bolsonaro é a cadeia. Os crimes que cometeu no exercício da Presidência e os crimes que cometeu antes de assumir o cargo, quando ele voltar a ser um cidadão comum vai ser uma avalanche de processos. Vai terminar em Bangu 8, onde encontrará grandes amigos
Villa também levantou críticas quanto a passividade da academia e departamentos das universidades brasileiras:
Sinto uma passividade. Infelizmente, eu sei que muitos vão me criticar, mas é isso. Onde estão os departamentos de ciências humanas, e são tantos, no momento mais crítico da história do Brasil republicano? Onde eles estão? Onde eles estão no embate público? Eles não estão"
Em 2022, filiou-se ao Cidadania para disputar as eleições para deputado federal.
Ao término do primeiro turno, Villa obteve mais de 95 mil votos e ficou em 75º lugar, como primeiro suplente de deputado federal da Federação PSDB-Cidadania.
Em 31 de janeiro de 2023, Villa estreou no canal de notícias CNN Brasil, como comentarista do jornal matinal CNN Novo Dia. Depois, estreou um programa próprio, o Opinião do Villa, exibido às terças e quintas, com análises do noticiário. Em 15 de agosto, ele foi demitido do canal.

## Obras
- Villa, Marco Antonio (1995). Canudos, o povo da terra. São Paulo. [S.l.]: Ática.
- Villa, Marco Antonio (1996). A queda do Império. Os últimos momentos da monarquia no Brasil. São Paulo: Ática.
- Villa, Marco Antonio (1997). O nascimento da República no Brasil. Os primeiros anos do novo regime. São Paulo: Ática.
- Villa, Marco Antonio (1998). Calasans, um Depoimento para a História. Salvador, Bahia: Universidade do Estado da Bahia.
- Villa, Marco Antonio (2000). Vida e morte no sertão. História das secas no Nordeste nos séculos XIX e XX. São Paulo: Ática.
- Bombinho, Manuel Pedro das Dores; Villa, Marco Antonio (2002). Canudos, história em versos. [S.l.]: Imprensa Oficial SP. ISBN 978-85-87328-68-7
- Villa, Marco Antonio (2003). Jango: um perfil (1945-1964). [S.l.]: Globo. ISBN 978-85-250-3742-8
- Villa, Marco Antonio; Fausto, Boris (2008). 1932: imagens de uma revolução. [S.l.]: Imprensa Oficial
- de Angelo, Vitor Amorim; Villa, Marco Antonio (2009). O Partido dos Trabalhadores e a política brasileira (1980-2006): uma história revisitada. [S.l.]: EdUfScar. ISBN 978-85-7600-152-2
- Villa, Marco Antonio (2009). Breve história do Estado de São Paulo. [S.l.]: Imprensa Oficial. ISBN 978-85-7060-698-3
- Villa, Marco Antonio (2011). A História das Constituições Brasileiras. [S.l.]: Leya. ISBN 978-85-8044541-1
- Villa, Marco Antonio (2012). Mensalão – O Julgamento do Maior Caso de Corrupção da História Política Brasileira 1ª. ed. [S.l.]: Leya Brasil. ISBN 978-85-8044642-5
- Villa, Marco Antonio (2013). Década perdida.  Dez anos de PT no governo. Rio de Janeiro: Record.
- Villa, Marco Antonio (2014). Ditadura à brasileira (1964-1985). A democracia golpeada à direita e à esquerda. São Paulo: LeYa.[37]
- Villa, Marco Antonio (2014). Jango, um perfil. São Paulo: Globo Livros.
- Villa, Marco Antonio (2014). Um país partido. 2014: a eleição mais suja da história. São Paulo: LeYa.
- Villa, Marco Antonio (2016). Collor presidente.  Trinta meses de turbulências, reformas, intrigas e corrupção. São Paulo: Record.
- Villa, Marco Antonio (2017). Quando eu vim-me embora. História da migração nordestina para São Paulo. São Paulo: LeYa.
- Villa, Marco Antonio (2018). A história em discursos.  50 discursos que mudaram o Brasil e o mundo. São Paulo: Planeta.
- Villa, Marco Antonio (2021). Um país chamado Brasil: A história do Brasil do descobrimento ao século XXI. São Paulo: Crítica. ISBN 6555355476.[38]

## Controvérsias

### Declaração sobre Juca Kfouri
Em julho de 2017 Villa acusou o jornalista Juca Kfouri de ter furado a greve dos jornalistas de 1979. Em resposta, Kfouri escreveu em seu blog que não só participou da greve como era membro do comando dela. Posteriormente interpelou Villa pessoalmente. Este admitiu o erro em particular e que ele "não tinha importância".

### Afastamento da rádio Jovem Pan
Na vésperas da manifestação pró-governo Bolsonaro, que ocorreu em maio, Marco Antonio Villa disse no Jornal da Manhã que "atos neonazistas [aconteceriam] no dia 26". Mais tarde, a direção da Jovem Pan afastou o jornalista por trinta dias e informou falsamente que ele estava de "férias". Passado o tempo de afastamento, Marco Antonio Villa declarou: 
"Eu decidi que não queria mais voltar para a Pan. Não tinha mais nem condições de voltar a trabalhar lá. Senti que não havia mais clima depois de me darem uma quase punição"
(…)
"Fiquei entristecido com a minha saída, gostava muito de trabalhar lá, mas infelizmente acabou dessa forma, que não era a melhor forma que eu queria que terminasse essa relação. Eu fiz de tudo para ter uma saída elegante, não queria sair batendo a porta."
Após encerrar a suas atividades junto a Rádio Jovem Pan, Marco Antônio Villa iniciou suas aparições em seu canal na plataforma de vídeo YouTube, onde seu número de inscritos cresceu exponencialmente em curto tempo. Em julho de 2019 acordou contrato com a Rádio Bandeirantes, onde ancorou o jornalístico "Jornal Primeira Hora", em novembro de 2019, deixou o programa e encerrou suas atividades no Grupo Bandeirantes.
Em 13 de dezembro de 2019 a Rádio Jovem Pan anunciou a volta do professor Marco Antonio Villa para a bancada do Jornal da Manhã. Pouco mais de um mês após seu retorno, Villa foi afastado depois de protagonizar um bate-boca com o também comentarista Rodrigo Constantino, e, em abril de 2020, teve seu contrato novamente rescindido com a emissora.

## Desempenho em Eleições
| Ano  | Eleição               | Partido   | Cargo            | Votos  | %     | Resultado | Ref    |
| ---- | --------------------- | --------- | ---------------- | ------ | ----- | --------- | ------ |
| 2022 | Estadual em São Paulo | Cidadania | Deputado Federal | 95.745 | 0,40% | Suplente  | [ 34 ] |